# Alchemilla villosa
Alchemilla villosa är en rosväxtart som beskrevs av Franz Wilhelm Junghuhn. Alchemilla villosa ingår i släktet daggkåpor, och familjen rosväxter. Inga underarter finns listade i Catalogue of Life.